# Hinrich Magens
Hinrich Magens (* 29. Mai 1857 in Strohdeich bei Glückstadt; † 17. November 1925) war ein deutscher Bauingenieur und Unternehmer.

## Leben
Magens, Sohn des Hofbesitzers Peter Magens, besuchte die Gemeindeschule in Strohdeich und ab 1868 das Gymnasium in Glückstadt. Das Abitur legte er an der Oberrealschule in Rendsburg ab. Danach war er Eleve bei der Bauinspektion Glückstadt, ehe er 1876 das Studium des Bauingenieurwesens an der Technischen Hochschule in Hannover aufnahm. Dort wurde er Mitglied des Corps Ostfalia. Nach der 1881 bestandenen Bauführerprüfung diente Magens als Einjährig-Freiwilliger in Dresden. Das Studium setzte er an der Technischen Hochschule Dresden fort. Er war in dieser Zeit bei der Begradigung der Oder, bei Buhnen in Ratibor und beim Bau der großen Kaimauer in Tönning beschäftigt. 1885 bestand er die Prüfung als Regierungsbaumeister.
Im Staatsdienst wurde er unter anderem bei der Vermessung und Peilungen an der Eider, 1890 beim Ausbau des Fischereihafens in Geestemünde und dann bei der Schiffbarmachung der Ilmenau bei Lüneburg eingesetzt. Er schied schließlich aus dem Staatsdienst aus und trat in die Firma Dyckerhoff & Widmann ein, bei der er eine Stelle als technischer Direktor eines der Werke in Biebrich erhielt und mit größeren Betonbauten, darunter die Kanalisation von Dresden und ein großer sächsischer Eisenbahnviadukt, betraut wurde. 1896 übersiedelte er nach Altona und wurde Teilhaber der Firma Gebr. Braun. Für ein Altonaer Syndikat ging er 1897 zum Bau der Hafenanlagen nach Qingdao. Nach Hamburg zurückgekehrt, machte er sich 1898 mit der Gründung der Betonwerke H. Magens, die später in eine GmbH umgewandelt wurden, selbständig.
Bedeutung erlangte Magens durch seine wissenschaftliche Forschungen und Materialprüfungen. Sie begründeten seinen Ruf als Autorität auf dem Gebiet des Eisenbetonbaus. Magens war der Erfinder des Transportbetons, den er sich 1903 patentieren ließ und seit dem gleichen Jahr in Hamburg selbst produzierte.